# Armageddon Rag
Armageddon Rag (titre original : The Armageddon Rag) est un roman de science-fiction et de fantasy écrit par George R. R. Martin et publié en 1983. Le livre a reçu le prix Balrog du meilleur roman 1984.

## Résumé
L'intrigue commence comme un roman policier : à la suite du meurtre sanglant de Jamie Lynch, ancien impresario du groupe the Nazgûl, l'écrivain Sandy Blair renoue avec son passé de journaliste de l'underground et enquête à la fois sur ce fait divers et sur l'exécution, douze ans plus tôt, du leader du groupe.

## Réception
Le livre a reçu le prix Balrog du meilleur roman 1984 et a été nommé pour le prix Locus du meilleur roman de fantasy et le prix World Fantasy du meilleur roman 1984.
Algis Budrys en parle comme d'un roman « puissant et fondamental dans lequel le fantôme central n'est pas l'ombre d'une personne disparue, mais celle d'une époque ». Pour Roland C. Wagner, lui-même écrivain de SF et grand amateur de rock, « Astucieux, original et efficace, Armageddon Rag est autant un grand roman fantastique que l'un des plus beaux livres jamais écrits sur le rock. ».
Ce roman fut cependant à l'époque un échec commercial.

## Éditions
- The Armageddon Rag, Simon & Schuster, novembre 1983, 384 p.  (ISBN 0-671-47526-6)
- Armageddon Rag, La Découverte, coll. « Fiction » no 1, 24 septembre 1985, trad. Jean Bonnefoy, 413 p.  (ISBN 2-7071-1546-0)
- Armageddon Rag, Pocket, coll. « Terreur » no 9233, mars 2000, trad. Jean Bonnefoy, 510 p.  (ISBN 2-266-09995-7)
- Armageddon Rag, Denoël, coll. « Hors collection - Thrillers », 1er mars 2012, trad. Jean-Pierre Pugi, 528 p.  (ISBN 978-2-207-10988-5)
- Armageddon Rag, Gallimard, coll. « Folio SF » no 483, 5 mai 2014, trad. Jean-Pierre Pugi, 608 p.  (ISBN 978-2-07-045701-4)